# Scientology
Scientology er en nyreligiøs bevægelse, der grundlagdes omkring 1950 af den amerikanske forfatter Lafayette Ronald Hubbard (normalt kaldt L. Ron Hubbard).
Siden dannelsen af den første Scientologykirke i 1953 er bevægelsen vokset til at omspænde hele verden. I dag er der mere end 8.500 Scientologykirker, Scientologymissioner og beslægtede organisationer i 165 lande. Scientology er både en religion, en organisation og en virksomhed. Organisationen har formået at opnå juridisk anerkendelse som en religiøs institution i nogle lande, herunder Australien, Italien og USA.
En undersøgelse fra 2008 viste, at der var ca. 25.000 tilhængere I USA. Folketællingsdata viser, at der var 1.800 tilhængere i Storbritannien (2021), 1.400 i Canada (2021) og ca. 1.600 i Australien (2021).
Religionssociolog Peter B. Andersen vurderer, at der er 400-600 danske kernemedlemmer i Scientology. Ifølge dokumentarfilmen Going Clear: Scientology and the Prison of Belief (2015) er der 50.000 medlemmer af Scientology på verdensplan.

## Historie
I 1953 blev den amerikanske Scientologykirken (Church of Scientology) oprettet. Den fik, efter ansøgning, i 1993 status som anerkendt religion i USA og var dermed fritaget for skat. Siden da har Scientologykirken lavet lignende ansøgninger i andre lande. Den er ikke blevet anerkendt som trossamfund i hverken Danmark, Tyskland, Belgien, Finland, Mexico, Canada eller Rusland. I andre lande, eksempelvis Australien, Sverige, New Zealand og Sydafrika, er den anerkendt som en religion, non-profit organisation eller trossamfund.
Ron Hubbard har forfattet hundredvis af bøger, båndforedrag, instruktionsmanualer etc., indeholdende grundlæggende opdagelser om sindet og det åndelige univers.
Scientology blev dannet på baggrund af hans dianetik, som var hans bud på et alternativ til psykoterapi. Bogen Dianetics: The Modern Science of Mental Health (på dansk Dianetik: Den moderne Videnskab om mental sundhed) udkom i 1950. Scientology indeholdt mange af de samme elementer, som der var i dianetik. Men der var kommet nye elementer til. Hvor dianetik i hovedsagen var en utraditionel psykoterapi, havde Scientology derudover elementer af religiøs og okkult art.
Ordet ”Scientology”, som blev skabt af L. Ron Hubbard, kommer af det latinske ord "scio", som betyder ”at vide" og det græske ord "logos", som betyder ”studiet af”. "Scientology" betyder altså: "studiet af, hvordan man får viden". Scientology er endvidere blevet defineret som ”studiet af og håndteringen af ånden i forhold til sig selv, universet og andet liv”.
I de følgende år strammede Hubbard grebet om organisationen. Han udfærdigede en lang række direktiver, der i detaljer beskrev, hvordan organisationen skulle køres. På den måde blev han organisationens enevældige leder.

## Tro og lære
Det er en grundlæggende opfattelse i Scientology, at mennesket er et udødeligt åndeligt væsen i sin kerne. I Scientology kaldes dette åndelige væsen thetanen. Udtrykket er taget fra det græske bogstav ”theta”, som i Scientology repræsenterer "livets kilde, eller livet selv." Udtrykket ”thetanen” bruges for at undgå en sammenblanding med tidligere opfattelser af sjælen. Thetanen er udødelig og har levet – og vil fortsætte med at leve – gennem utallige liv (inkarnationer). Scientology henvender sig til ånden – ikke kroppen eller sindet (dianetik er studiet af sindet) – med den indgangsvinkel, at mennesket er langt mere end et produkt af dets omgivelser eller gener.
Ifølge Hubbard består det enkelte menneske af tre dele: thetanen, sindet og legemet. Thetanen er det egentlige menneske, den udødelige kerne i personligheden. Sindet er et kommunikations- og kontrolsystem mellem thetanen og dens omgivelser. Legemet er det fysiske legeme. Mennesket er altså en thetan, der har et sind, og som bebor en krop. Thetanen levendegør kroppen og bruger sindet.
Med hensyn til sindet skelner Hubbard mellem det analytiske sind og det reaktive sind. Det analytiske sind fungerer fornuftsmæssigt. Det kombinerer sansninger og informationer på en velovervejet måde, således at personen træffer de rigtige beslutninger. Bevidsthed (”awareness”) er et kendetegn for det analytiske sind. Dette sind er bevidst om, hvad det gør, og hvorfor det gør det.
Det reaktive sind fungerer ikke fornuftsmæssigt, men fungerer på baggrund af bestemte stimuli. Hubbard kalder dette sind ”en stimulus-reaktionsmekanisme”. Når det reaktive sind bliver påvirket af en bestemt stimulus, kommer det med en bestemt reaktion – uden nogen mellemliggende fornuftsmæssige overvejelser. Manglende bevidsthed er således et kendetegn for det reaktive sind. Det er ikke bevidst om, hvad det gør, og hvorfor det gør det.
I det reaktive sind er engrammerne oplagret. Et engram er et mentalt indtryksbillede, som er en fuldstændig registrering ned til de mindste detaljer af enhver foreliggende sansning under en hændelse, der indeholder fysisk overlast eller beskadigelse, smerte, bevidstløshed eller overlevelsestrusler. Engrammerne ligger hele tiden i det reaktive sind og er parat til at udøve deres virkninger på personens adfærd, hvis vedkommende kommer ud for en hændelse, der ligner den hændelse, der var årsag til, at engrammet blev skabt. Da Hubbard tror på reinkarnation, regner han med, at nogle af et menneskes engrammer stammer fra tidligere liv.
Hubbard giver et eksempel på, hvordan et engram bliver til: En pige på to år bliver en dag bidt af en hund. Samtidig med, at dette sker, kører en bil tilfældigvis forbi. Denne hændelse skaber et engram i hendes reaktive sind. Ganske vist glemmer hun i sin dagsbevidsthed hændelsen i løbet af kort tid; men det reaktive sind glemmer den ikke. Dette viser sig, når hun kommer ud for en hændelse, der ligner den engramskabende hændelse. Hvis hun en dag hører en hundegøen, der ligner ”den” hundegøen, eller hvis hun en dag hører en bil, der lyder som ”den” bil, så bliver engrammet stimuleret, og hun reagerer med angst. Men hun ved ikke, hvorfor hun reagerer med angst. Den manglende bevidsthed er netop et kendetegn på det reaktive sind. Således tvinger engrammet hende til bestemte handlinger og tanker, som ikke er fornuftsmæssige – dvs. som ikke er bearbejdet af det analytiske sind.
Ifølge Scientology er engrammerne skyld i al irrationel adfærd, såsom sindssyge, kriminalitet, narkomani og krig. Da Scientology ser det som sit mål at afskaffe disse fænomener, er det klart, at organisationen skal tage alvorligt fat på engrammerne. Organisationen ser det som en af sine hovedopgaver at fjerne engrammerne. Ifølge Scientology er engrammer smertefulde og invaliderende. Efterhånden som de akkumuleres, bevæger folk sig længere væk fra deres sande identitet. At undgå denne skæbne er Scientologys grundlæggende mål.
Det "nye" ved Scientology-religionens opståen i forhold til andre religioner er, at man i modsætning til mange andre religioner sagtens kan være kristen, muslim, hindu eller af anden overbevisning, samtidig med at man bruger Scientologys teknikker. Dette er dog mindre ønsket, når man kommer op i graderne i Scientology.

### Trosbekendelse
Scientologykirkens trosbekendelse blev skrevet af Ron Hubbard kort efter at han i 1954 havde grundlagt en scientologykirke i Los Angeles, som blev til Den Internationale Scientologykirke (Church of Scientology International). Trosbekendelsen lyder således:
"Vi i denne kirke tror:
- At alle mennesker blev skabt med samme rettigheder, uanset race, farve eller tro.
- At alle mennesker har en umistelig ret til deres egne religiøse skikke og deres udøvelse.
- At alle mennesker har en umistelig ret til at leve deres eget liv.
- At alle mennesker har en umistelig ret til at bevare deres egen sunde dømmekraft.
- At alle mennesker har en umistelig ret til at forsvare sig selv.
- At alle mennesker har en umistelig ret til at skabe, vælge, hjælpe og støtte deres egne organisationer, kirker og regeringer.
- At alle mennesker har en umistelig ret til frit at ytre deres meninger i tanke, tale og skrift, og til at imødegå eller udtrykke sig om andres meninger i tale og skrift.
- At alle mennesker har en umistelig ret til at føre slægten videre.
- At menneskets sjæl har et menneskes rettighed.
- At studiet af sindet og helbredelsen af mentalt forårsagede lidelser ikke bør adskilles fra religiøse sammenhænge eller foregå i et ikke-religiøst regi.
- Og at ingen magt mindre end Gud besidder retten til, åbenlyst eller fordækt, at ophæve eller tilsidesætte disse rettigheder.

Og vi i denne kirke tror:
- At mennesket inderst inde er godt.
- At mennesket stræber efter at overleve.
- At menneskets overlevelse afhænger af det selv og dets medmennesker og af dets opnåelse af samhørighed med universet.

Og vi i denne kirke tror, at Guds love forbyder mennesket:
- At tilintetgøre sin egen art.
- At tilintetgøre en andens sunde dømmekraft.
- At tilintetgøre eller trælbinde en andens sjæl.
- At tilintetgøre eller svække overlevelsen for sine fæller eller sin gruppe.

Og vi i denne kirke tror:
- At ånden kan frelses, og at ånden alene kan frelse eller helbrede legemet."

## Sessioner og kurser
De fleste menneskers første møde med Scientology er en såkaldt "personlighedstest" (Oxford Capacity Analysis (OCA)), som organisationen tilbyder gratis. Den består af 200 spørgsmål, der er udformet til at måle 10 træk, der er fælles for alle personer. Svarene på disse spørgsmål giver ifølge Scientology et billede af personligheden hos den, der svarer på spørgsmålene. Herefter bliver man henvist til et kursus. OCA-testen benyttes under hele en persons forløb i Scientology.
Scientology tilbyder teknikker, der angiveligt skal hjælpe personen med at håndtere de fleste almindelige personlige problemer. Disse teknikker er baseret på en slags samtaleterapi, hvor man anvender et særligt apparat, et E-meter (elektropsykometer). E-meteret er en simpel løgnedetektor, der måler følelsesmæssige udsving. Apparatet måler små ændringer i den elektriske modstand i kroppen, når en lille elektrisk strøm løber igennem den. Herved kan man finde frem til en persons engrammer og kan guide personen frem til en større åndelig viden, deriblandt evnen til at bevæge sig ud af kroppen af egen fri vilje. Samlivsterapeuten Carl-Mar Møller, der er uddannet scientology-terapeut, men som senere har taget afstand fra Scientology, betegner sit Mark V E-meter fra 1970 som en brugbar, men langsommelig metode til sorgbearbejdning. Scientologykirkens åndelige rådgivere anvender i dag Mark VIII E-meteret fra 2015.
Scientology siger, at mennesket har skjulte evner, som det endnu ikke har realiseret. Man kan få forøget åndelig bevidsthed og fysiske fordele, som kan opnås gennem ”auditering” - en slags samtaleterapi, hvor ”auditoren” (terapeuten, rådgiveren) hjælper personen med et finde sine engrammer og få fornyede åndelige og kommunikationsmæssige evner. Auditoren tager personen gennem begivenheder i dets nuværende eller tidligere liv med det angivne formål at befri vedkommende fra negative påvirkninger fra disse begivenheder. Ved i auditeringsprocessen at lade personen genopleve og gennemleve de engramskabende begivenheder bliver engrammerne efterhånden fjernet, så de ikke længere kan udøve deres forstyrrende virkning.
Når personen efter mange auditeringssessioner – som kan strække sig over flere år – har fået udslettet hele sit reaktive sind, hvorfra alle dets bekymringer og problemer stammer, betegnes vedkommende som ”clear”. Den person, der endnu ikke har nået dette stadium, betegnes som "præclear".
Når personen er blevet clear, kan vedkommende begynde på OT-kurserne, hvis formål er at bringe personen frem til at blive ”OT” (”opererende thetan”). Der findes otte opnåelige OT-trin af forskellig sværhedsgrad, men Hubbard mener, at der er flere – som blot endnu ikke er tilgængelige.
En person er OT, når vedkommendes thetan kan forlade kroppen frit, og når den har totalt herredømme over stof, energi, rum, tid og tanke. Den opererende thetan har overnaturlige evner. Den har f.eks. en evne til at huske tidligere liv, en forøget synsevne (en evne til at se over store afstande, en evne til at se igennem genstande), en evne til at ændre legemets størrelse, en evne til at forårsage begivenheder, en evne til i kraft af viljen at transportere sig selv derhen, hvor den ønsker, og en evne til at få kroppen til at hæve sig (levitation). Scientology hævder, at det har været muligt at træne personer op til at besidde en eller flere af de nævnte evner. Scientology tror således på, at menneskets evner er ubegrænsede, selv om det ikke har indset det.
Den 24. marts 2008 offentliggjorde WikiLeaks det komplette sæt OT-tekster, som Scientologykirken i øjeblikket bruger. Scientology bekræftede indirekte ægtheden af dokumenterne, da kirken truede med sagsanlæg for krænkelse af ophavsretten, hvis dokumenterne ikke blev fjernet. WikiLeaks nægtede, og domstolene afgjorde, at det var lovligt at downloade, bruge, læse og praktisere disse lærdomme uden for kirken. Dermed var alle 612 sider af OT-materialet gratis tilgængeligt på internettet.

### Myten om "Xenu"
OT-materialet indeholder blandt andet ”myten om Xenu”. Denne myte indvies eleven i på det tredje OT-niveau (OT III). Den er skrevet af grundlæggeren (og science fiction-forfatteren) Ron Hubbard. I myten fortælles der om en galaktisk hersker ved navn Xenu, diktatoren over ”den galaktiske konføderation”. I 75 millioner år bestod den galaktiske konføderation af 76 planeter og 26 stjerner, inklusive Jorden, som dengang hed Teegeeack. Alle de 76 planeter, som Xenu kontrollerede, var alvorligt overbefolkede, og hver planet havde i gennemsnit en befolkning på 178 milliarder indbyggere. Befolkningen på disse planeter, rumvæsenerne, mindede meget om befolkningen på Jorden. De bar tøj, der ligner vores, og havde biler, tog og både, der lignede dem, der blev brugt i 1950’erne og 1960’erne på Jorden.
Xenu var ved at blive styrtet og udtænkte derfor en plan for at komme denne overbefolkning til livs. Han tog total kontrol ved hjælp af overløbere, og nedkæmpede de gode folk. Derpå indkaldte han, med hjælp fra psykiatere, milliarder af folk til skattekontrol, hvor de blev lammet med alkohol- og glykolindsprøjtninger. Derefter blev de sat på rumskibe, der lignede det amerikanske Douglas DC8 fly.
Disse rumskibe fløj derpå til planeten Jorden (Teegeeack), blev de lammede borgere blev stablet op ved foden af vulkaner. Da alle var blevet stablet op, blev der sænket brintbomber ned i vulkanerne. Xenu detonerede alle brintbomberne samtidigt, hvorefter næsten alle blev dræbt. Kun få fysiske kroppe overlevede.
Ved hjælp af særlige elektroniske fælder fangede Xenu thetanerne (sjælene). Da alle thetaner var blevet fanget, blev de bragt til en biograf, hvor de blev tvunget at se en "3D super kolossal-film" i 36 dage. Denne indpodede, hvad Hubbard kaldte "adskillige vildledende data", herunder alle verdens religioner. Hubbard beskrev f.eks. den romersk-katolske kirke og korsfæstelsen som eksempler på Xenus indflydelse.
Ud over at indpode en ny tro i thetanerne fratog Xenu dem deres identitet. De begyndte at klynge sig sammen, når de forlod biografen, da de alle havde set den samme film og derfor troede, at de var det samme folk. Hver klynge af thetaner samlede sig i en af de få kroppe, der havde overlevet eksplosionen. Disse thetaner blev til ”kropsthetanere”, som stadig klynger sig fast i alle mennesker og påvirker dem negativt - undtagen de scientologer, som har foretaget de nødvendige skridt til at fjerne dem.
Xenu blev endelig styrtet og blev i al evighed spærret inde i et bjerg på en af planeterne ved hjælp af et kraftfelt, der var drevet af et evighedsbatteri. Jorden/Teegeeack blev derefter forladt af den galaktiske konføderation og stod tilbage som en fængselsplanet.
Myten om Xenu er ikke nævnt i Ron Hubbards værker, og ordet "Xenu" findes ikke i Scientologykirkens ordbog. Scientology afviser blankt, at denne historie er en del af Scientologyreligionen, og siger, at den er opfundet af folk, der er modstandere og kritikere af bevægelsen. Interne tekster, der beskriver historien om Xenu, blev dog brugt som bevismateriale i en retssag mod Scientology i 1988.

## Topstyring
I dag er Scientologykirken en bevægelse, der styres stramt fra toppen i USA. Medlemmer, der stiller kritiske spørgsmål til ledelsen, bliver uden videre ekskluderet. Der investeres løbende store summer i en velproduceret markedsføring og PR. Organisationens økonomiske styrke skyldes blandt andet en målrettet strategi om at opkøbe og renovere ejendomme. De fleste af ejendommene opkøbes ikke for kirkens egne midler, men for donationer fra medlemmer.
Det er dog kurserne, der udgør organisationens vigtigste økonomiske fundament. De stiger i pris, jo højere trin man kommer op på. Det er betydelige beløb, man kan komme af med. Nogle Scientologytekster afsløres først, efter at man har brugt mere end 1 million kroner i organisationen.
David Miscavige har siden 1986 været den kirkelige leder af Scientologyreligionen. Fra sin position som Bestyrelsesformand for Religious Technology Center (RTC) bærer David Miscavige det øverste ansvar for at sikre den standardmæssige og rene anvendelse af Ron Hubbards teknologier Dianetik og Scientology.
Kirken selv skelner mellem kernemedlemmer (defineret som medlemmer der løbende deltager i Scientology), og folk der modtager kirkens medlemsblad.
Scientology er direkte eller indirekte engageret i samfundet på flere forskellige områder gennem hjælpearbejde inden for følgende områder:
- Narkoafvænning (Narconon)
- Specialundervisning/ordblindeundervisning
- Virksomhedsrådgivning
- Privatskoler
- Kriminalreform

## Kritik af Scientology
Scientologykirken og Ron Hubbard har været udsat for stærk kritik og megen turbulens. Der har været tusindvis af retssager mod Scientologykirken. Denne er imidlertid kendt for at gå til modangreb med stor økonomisk kraft, og har ligeledes ført tusindvis af retssager. Kirken var underdrejet af retssager i begyndelsen af 1980'erne (godt 3.000 samtidige sager, oplyste kirkens leder), men udviklingen vendte i begyndelsen af 1990'erne, hvor kirkens leder oplyste, at der nu kun kørte en håndfuld sager imod kirken.
Hubbards hensigter med Scientology har været omdiskuterede. Han er citeret for at have sagt, at han gerne vil starte sin egen religion, da det er dér, pengene ligger. Forfatteren Theodore Sturgeon har fortalt, at Hubbard kom med en sådan udtalelse ved Los Angeles Science Fantasy Society. Ligeledes har forfatteren Sam Moskowitz skrevet i en beediget skriftlig erklæring den 11. november 1948, at Hubbard har sagt, at man ikke bliver rig af at skrive science fiction. Hvis man vil blive rig, starter man en religion. I 1998 kom der en A&E Network dokumentarfilm med titlen "Inside Scientology". Denne viste Lyle Stuart fortælle, at Hubbard flere gange har sagt, at for at blive rig starter man en religion. Scientologykirken benægter dog, at Hubbard er fremkommet med disse udsagn.
I et brev til Helen O'Brien i 1953, opdaget af FBI ved en razzia af Scientologys hovedkvarter, fremgår det, at Hubbard grundlagde Scientology af økonomiske årsager.
En times auditering starter ofte med en introduktionspris de første gange på f.eks. 100 kr. og op til 2000 kr. i timen – i USA helt op til 5.000 kr. i timen. Hubbard anviste, at prisen for 12,5 timers auditering skal svare til en gennemsnitlig månedsløn.
Robert Dam, en tidligere dansk scientolog, der blev uddannet til opererende thetan V, forlod Scientology i 2003. I perioden 1984 - 2003 brugte han efter eget udsagn ca. 1,2 millioner kroner på uddannelse og kurser i Scientology. Udadtil oplyste han, at der var 10.000 medlemmer af Scientology til trods for, at det reelle tal var ca. 450. Ifølge Robert Dam kæmper flere tidligere medlemmer af Scientology for at få slettet personfølsomme oplysninger, som er blevet indsamlet under interviews.
I dag findes der et stort antal kritiske sider på internettet, forfattet af kritikere og eks-scientologer.

### Advarsler mod Scientology
Nogle forskere har udtalt, at Hubbards tanker ikke har et videnskabeligt grundlag. På linje med mange andre terapier af nyere dato er der kommet stærke advarsler fra offentlige myndigheder, kirkesamfund og videnskabelige institutioner til personer, der tiltrækkes af Scientology. Det kan ikke fastslås, om Scientologys auditeringsterapi er effektiv eller det modsatte. I nogle få lande, f.eks. England og Australien (1965-1982), har man i perioder forbudt Scientology, men dette forbud er blevet hævet igen.
Operation Clambake er en webside, der blev startet i 1996, og som hovedsagelig offentliggør kritiske informationer om Scientology. Hjemmesiden er ejet af og vedligeholdes af Andreas Heldal-Lund, som opfatter Scientology og dens ledelse som en misbrugende og farlig kult. Heldal-Lund har dog sagt, at han støtter folks ret til at praktisere Scientology eller enhver anden religion.
I løbet af 1970'erne deltog nogle af Hubbards tilhængere i et program, der gik ud på at infiltrere den amerikanske regering i den hensigt at fjerne ugunstige optegnelser om Scientology og Hubbard. Dette projekt omfattede en række infiltrationer i og tyverier fra en række offentlige myndigheder. Projektet resulterede dog i, at flere ledere af organisationen blev dømt og fængslet for lovovertrædelser.
Fra midten af 1970'erne og frem til 1982 blev scientologykirken infiltreret, og originalskrifter af Ron Hubbard blev udsat for ændringer. I 1982 blev kirken imidlertid reorganiseret, og den nye ledelse sørgede for, at originalskrifterne blev rettet tilbage til de oprindelige. Blandt andet blev Guardian's Office lukket i 1982, da kontoret var blevet infiltreret og derfor ikke evnede at beskytte kirken.
I 1982 og årene derefter meldte et stort antal medlemmer af Scientologykirken sig ud eller blev ekskluderet. Deres påstand har efterfølgende været, at kirken i starten af firserne blev overtaget af magtsyge ledere, hvis interesser var penge og magt snarere end det enkelte medlems åndelige fremgang.